# Akihiro Sakata
Akihiro Sakata (født 16. maj 1984) er en japansk fodboldspiller, som spiller for den japanske fodboldklub Fukushima United FC.